# Щербаков, Михаил Константинович
Михаи́л Константи́нович Щербако́в (р. 27 марта 1963, Обнинск, Калужская область, РСФСР, СССР) — русский поэт, автор-исполнитель.

## Биография
Родился 27 марта 1963 года в Обнинске, там же учился — вначале в школе № 4, затем в школе № 10, которую и окончил в 1980 году.
Пишет песни с 1978 года. В Москве — с 1982 года. Окончил филологический факультет Московского университета в 1988 году. С этого времени — профессиональный автор-исполнитель.
Выступает на концертах сольно (с акустической гитарой) либо при участии Михаила Стародубцева (синтезатор, акустическая гитара, рояль, бэк-вокал), с которым сотрудничает с 1982 г. Все записи делаются также при участии Стародубцева, преимущественно под синтезатор (с середины 1990-х). Щербаков иногда принимает участие в записях и концертах Юлия Кима.

## Дискография

### Номерные альбомы
Выходили в первой половине 1990-х только на кассетах, почти весь материал впоследствии был перезаписан и издан на CD:
- 1 — песни 1981—1985 гг., запись 1985 г.
- 2 — песни 1983—1986 гг., записи начала 1990-х
- 3 — песни 1987—1990 гг., записи начала 1990-х
- 4 — песни 1989—1990 гг., записи начала 1990-х
- 5 — песни 1991—1993 гг., записи середины 1990-х
- 6 — песни 1989—1994 гг., записи середины 1990-х
- 7 — песни 1993—1994 гг., записи середины 1990-х
- 8 — песни 1982, 1990 и 1994—1995 гг., записи середины 1990-х

### Альбомы середины 1990-х
- Вишнёвое варенье (1994) — песни 1983—1988 гг., запись 1990 г. (© ГП фирма «Мелодия»), акустика
- Другая жизнь (1994) — песни 1986—1994 гг., записи 1993—1994 гг.
- Балаган 2 (1996) — песни 1983—1993 гг., запись 1996 г. (© «Отделение ВЫХОД»), акустика
- Город Город (1996) — песни 1993—1995 гг., записи 1994-95 гг.
- Это должно случиться (1996) — песни 1986—1994 гг., записи 1992—1995 гг.
- Заклинание (1996) — песни 1982 и 1989—1995 гг., записи 1992—1995 гг.
- Воздвиг я памятник (1996) — песни 1985—1991 гг., запись 1996 г.
- Целое лето (1997) — песни 1995—1996 гг., запись 1996 г.

Большая часть материала этих альбомов впоследствии был перезаписана на других альбомах.

### Альбомы с новым материалом (под синтезатор)
- Ложный шаг (1999) — песни 1997—1998 гг., запись 1998 г.
- Déjà (2000) — песни 1998—2000 гг., запись 1999—2000 гг.
- Если (2003) — песни 1999—2002 гг., запись 2002 г.
- Райцентр (2006) — песни 2003—2005 гг., запись 2005 г.
- Чужая музыка и не только
  - часть 1 (2010) — песни 2006—2010 гг., запись 2008—2010 гг. с бонус-треком (5 песен из альбома «Если»)
  - часть 2 (2013) — песни 2006—2013 гг., запись 2013 г. с бонус-треком (3 песни из альбома «Если», одна новая), начиная с этого диска альбомы записываются в Минске, в студии "Ковчег"
  - часть 3 (2015) — песни 2006 и 2011—2015 гг., запись 2015 г. с бонус-треком (оставшиеся 7 песен из альбома «Если»)
- Хоровод (2017) — песни 2010 и 2014—2017 гг., запись 2017 г.
- По мотивам (2019) — песни 2014, 2017—2019 гг., запись 2019 г.
- Авиапочта (2023) — песни 2020—2023 гг., запись 2023 г.

### Архивные записи
- Шансон (1999) — песни 1981—1983 гг., записи 1983—1985 гг., акустика, альбом выпущен Игорем Грызловым (как отмечено на обложке диска — при попустительстве автора)
- Ковчег неутомимый 1 (2001) — песни 1983—1990 гг., записи 1987—1990 гг., акустика
- Ковчег неутомимый 2 (2001) — песни 1983—1990 гг., запись 1990 г., акустика
- Балаган 2 (2001), переиздание альбома «Балаган 2» (1996) с бонус-треком (6 песен из альбома «Избранное, часть 2»)

### Новые записи старых песен
(под синтезатор, кроме альбома «Избранное, часть 2»)
- Избранное, часть 1 (1999) — песни 1982—1996 гг., запись 1999 г.
- Избранное, часть 2 (2000) — песни 1983—1999 гг., запись 2000 г., акустика
- Once (2002) — новая версия альбома «Город Город», с изменённым порядком песен и бонус-треком (1 песня), запись 2001 г.
- Пешком с востока (2004) — песни 1982—1995 гг., записи 1999 г. (из альбома «Избранное, часть 1») и 2003 г.
- Предположим (2004) — песни 1982—1995 гг., записи 1999 г. (из альбома «Избранное, часть 1») и 2003 г.
- Целое лето (2005) — новая версия альбома, записи 2004—2005 гг., с бонус-треком (3 инструментальные композиции, переделанные из песен 1980—1984 гг.)

### Сборники
В 2003 г. был выпущен сборник Щербакова в серии «Российские барды» (MOROZ RECORDS), составленный из записей с альбомов «Избранное, часть 1», «Once», «Ложный шаг», «Déjà».

## Этапы творческого пути
1. 1978—1981 — написано более 100 песен, почти все песни этого времени автор считает «несуществующими», несколько мелодий были использованы в более поздних песнях.
2. 1982—1988 — написано около 100 песен, 80 из них впоследствии вышли на CD, около 35 песен этого периода автор продолжает исполнять на концертах.
3. 1989—1992 — написано 70 песен, все они впоследствии вышли на CD.
4. 1993—1996 — написано 59 песен, почти все они (кроме одной) вышли на CD, издано 8 альбомов.
5. 1997—2005 — написано 60 песен, изданы 4 альбома с новыми песнями, 6 альбомов с перезаписанным более ранним материалом, 4 альбома с архивными записями.
6. 2006—2019 — написано 63 песни, изданы 5 альбомов.
7. 2020—н.в. — написаны 23 песни, 19 из них изданы.

## Критика
[Щербакова] я считаю безусловным гением, главным явлением в современной российской поэзии. <…> Он <…> поэзию двинул вперед, выдумав свою безумную просодию, а гитара ему только помогла. <…> Не думаю, что у нас есть прямые сходства, <…> — но если есть, это счастье.— Д. Л. Быков

<…> Слово «бард» к Михаилу Щербакову <…> не так легко применимо <…> Конечно, в первую очередь, это поэт. И его отношение к делу называется очень высоким и очень <…> точным словом: «служение». <…> Это понятие своего дела как некоторой миссии, с очень высокой ответственностью и с очень высоким требованием к качеству этого дела. Вот что <…> отличает Мишу от общего этого братства бардов.— Ю. Ч. Ким

Это типа бард, конечно, но все барды считают, что он их предал. И правильно считают. И он правильно сделал, что предал. Я считаю, что это величайший поэт уровня Леонарда Коэна.— Борис Белокуров